# Grand Ferrand
Le Grand Ferrand (2 758 m) est le second plus haut sommet du massif du Dévoluy dans les Alpes françaises. Il est beaucoup moins connu et fréquenté que l'Obiou et le pic de Bure.
Il se situe à la limite entre l'Isère et les Hautes-Alpes.

## Géologie
Comme l'ensemble du massif, le Grand Ferrand est de roche calcaire, typique des Préalpes.

## Ascension

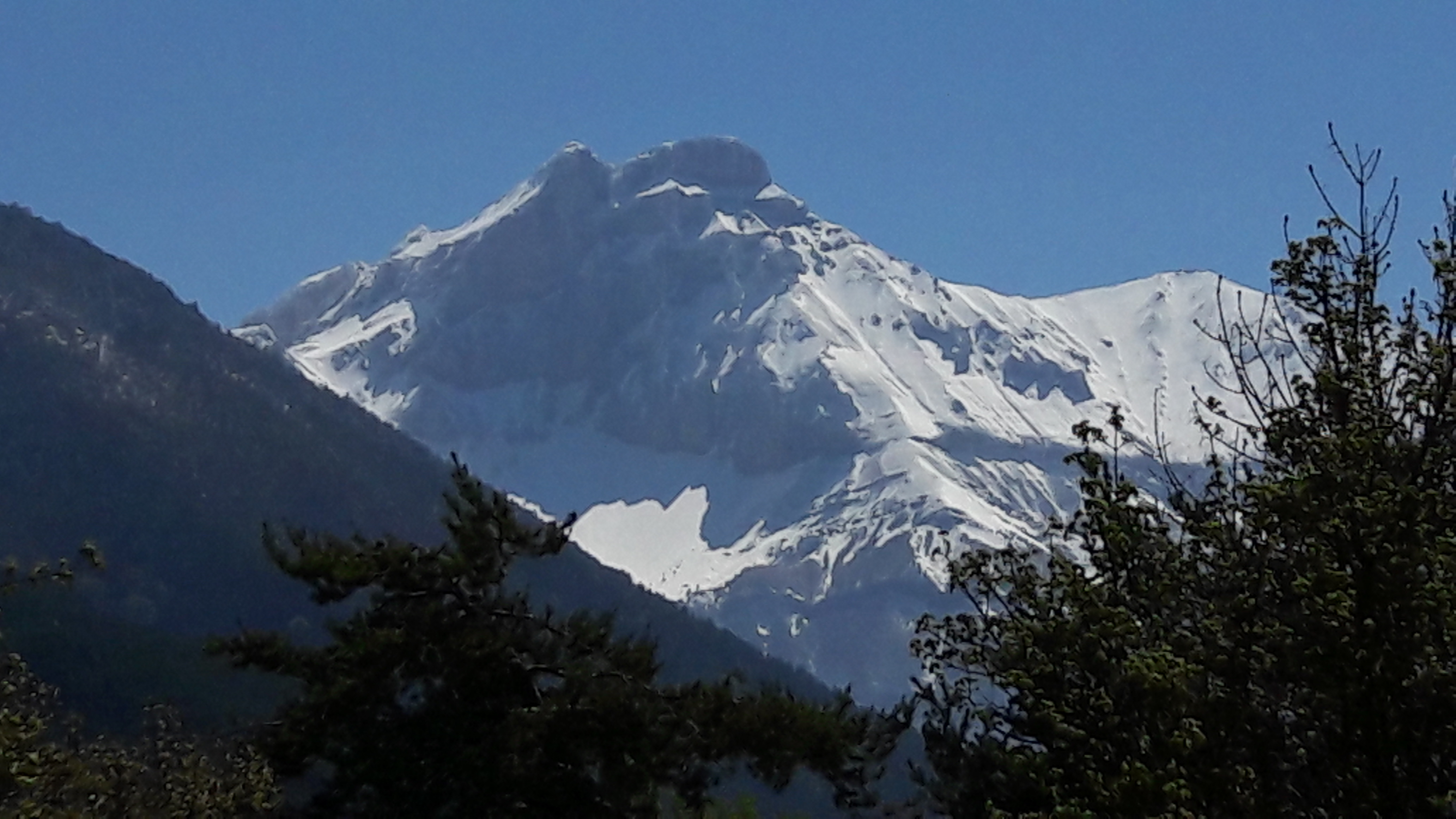
Vue de la face ouest.

Le sommet ne dispose d'aucune voie d'accès facile et sans danger. La plus aisée part du col du Charnier, à 2 100 m, auquel on accède par le GR 93, soit depuis Maubourg, dans le Dévoluy, en passant par le vallon de Charnier, soit depuis le col de la Croix et le lac du Lauzon. Du col du Charnier, on contourne par l'est la tête de Vallon Pierra puis, depuis le vallon Froid, on remonte plein nord dans les grands éboulis entrecoupés de barres rocheuses. À l'approche du sommet, quelques pas d'escalade parfois exposés à de profonds à pics sont nécessaires.
En hiver, à ski, la voie du Chourum Olympique est renommée mondialement. Située en face est du Grand Ferrand, elle passe à l'intérieur de deux chourums, nom donné dans le Dévoluy aux dolines rocheuses.